# The Cruise of the Make-Believes
The Cruise of the Make-Believes è un film muto del 1918 diretto da George Melford. La sceneggiatura si basa sul romanzo omonimo di Tom Gallon, pubblicato a Boston nel 1907.

## Trama
Ricca di immaginazione, Bessie Meggison vive in realtà nei bassifondi di New York, anche se, con la fantasia, intraprende viaggi immaginari a Dream Valley, su uno yacht che si è costruita lei stessa nel cortile di casa. Fingendosi povero, Gilbert Byfield sta completando di scrivere il suo libro; si innamora di Bessie e, per lei, organizza segretamente una vacanza nella tenuta di campagna dei Byfield. Bessie si convince che il suo imbelle padre, che non ha mai guadagnato niente, sia riuscito finalmente a fare fortuna. Ma viene disillusa quando Enid Crane, gelosa di lei, le rivela che tutta quella supposta ricchezza non è altro che una finzione. Bessie ritorna nei caseggiati popolari ma Gilbert la raggiunge a Dream Valley, riuscendo a sistemare le cose e a conquistare il suo cuore.

## Produzione
Il film fu prodotto dalla Famous Players-Lasky Corporation.

## Distribuzione
Il copyright del film, richiesto dalla Famous Players-Lasky Corp., fu registrato il 14 agosto 1918 con il numero LP12758.
Distribuito dalla Paramount Pictures e dalla Famous Players-Lasky Corporation, uscì nelle sale cinematografiche statunitensi il 1º settembre 1918.